# Vedène
Vedène é uma comuna francesa na região administrativa da Provença-Alpes-Costa Azul, no departamento de Vaucluse. Estende-se por uma área de 11,18 km². Em 2010 a comuna tinha 11 496 habitantes (densidade: 1 028,3 hab./km²).